# Estação Ceilândia Sul
A Estação Ceilândia Sul é uma das estações do Metrô do Distrito Federal, situada em Ceilândia, entre a Estação Centro Metropolitano e a Estação Guariroba. Administrada pela Companhia do Metropolitano do Distrito Federal, faz parte da Linha Verde.
Foi inaugurada em 24 de julho de 2006. Localiza-se no Setor N QNN 16, Conjunto P. Atende a região administrativa de Ceilândia.